# الینیای جنگلی
الینیای جنگلی (نام علمی: Miopagis gaimardii) یک پرندۀ گنجشک‌سان کوچک از خانواده مگس‌گیران ژیان‌مرغ است که از پاناما از طریق کلمبیا، ونزوئلا و گویان تا بولیوی و برزیل زادآوری می‌کند. در ترینیداد نیز یافت می‌شود.
این گونه در جنگل‌ها و حاشیه باتلاقهای حرا یافت می‌شود. آشیانه آن یک فنجان کم‌عمق از ریشه، پوست و علف است که در یک درخت ساخته می‌شود. دسته‌تخم رایج آن دو تخم‌مرغ کرم رنگ است که با علائم حنایی و اسطوخودوسی مشخص شده‌اند.
الینیاهای جنگلی به تنهایی یا به‌طور جفتی و نامحسوس نشسته‌اند یا در حال گرفتن حشرات و عنکبوت‌ها را در سطوح بالاتر شاخ و برگ دیده می‌شوند. آن‌ها همچنین اغلب توت می‌خورند. آنها صدای پیچ-ویپ تولید می‌کنند.